# Hotel Reisen

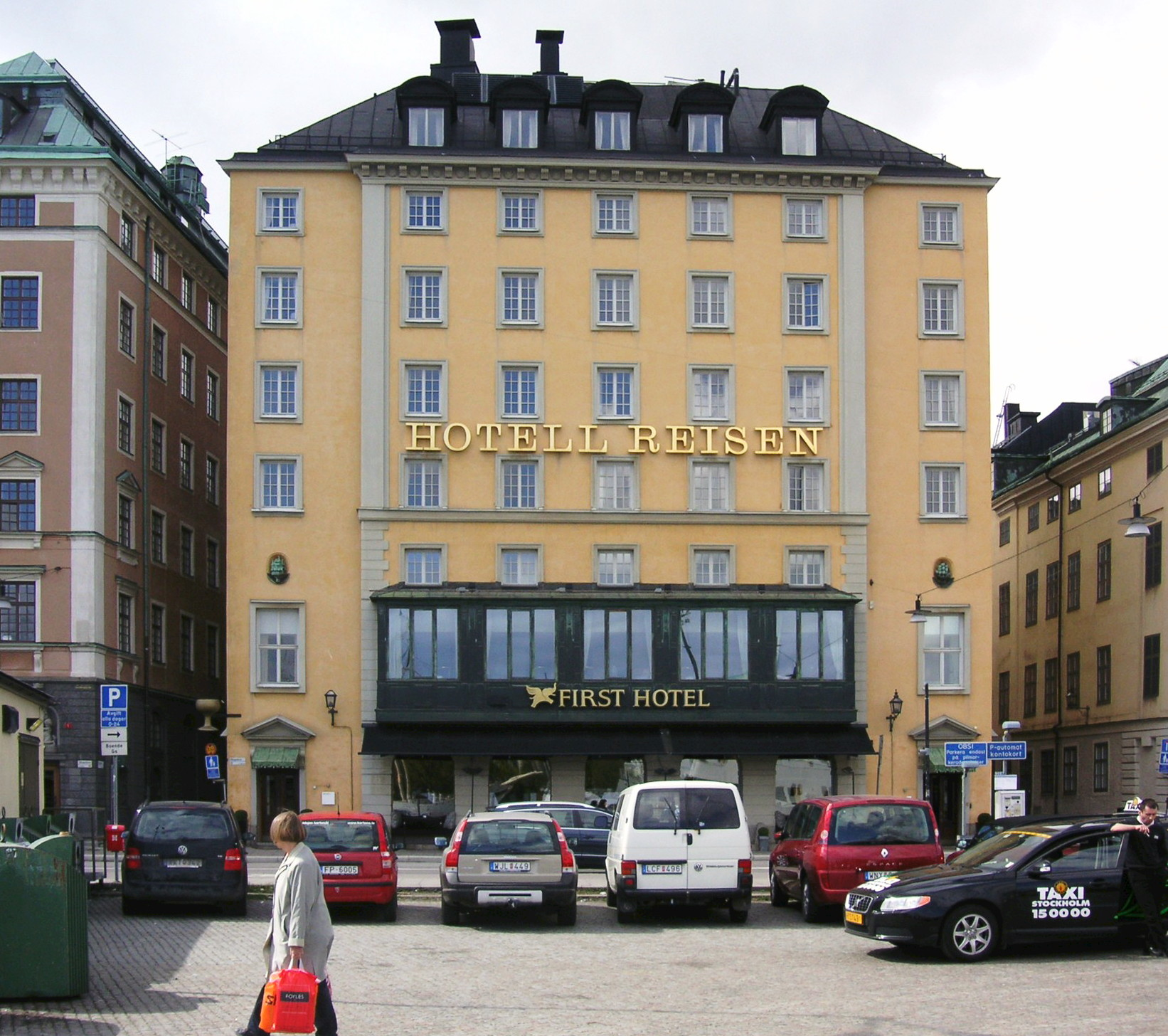
Byggnaden i maj 2009.

Hotell Reisen ett hotell grundat 1819, i en hotellbyggnad uppförd 1930 i Kvarteret Marsyas på Skeppsbron 12-14 i Gamla stan i Stockholm. Hotellkedjan First Hotels tog över hotellet 1993 då det blev First Hotel Reisen, innan hette det bara Hotell Reisen och drevs av SARA-bolaget och sedan Reso. Sedan december 2020 tillhör Reisen Hyatt Unbound Collection.

## Fredrik Reiss kaffehus

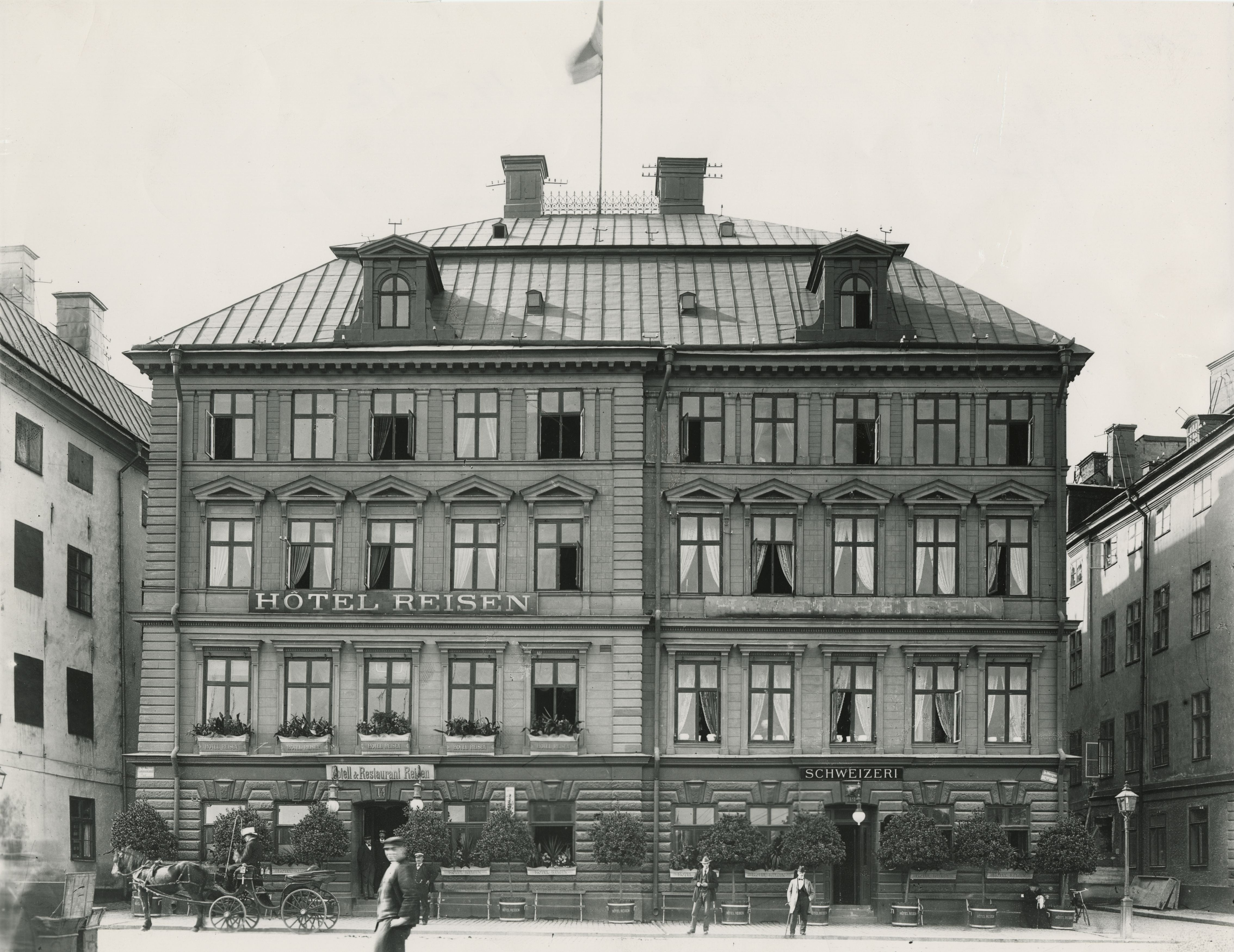
Hotel Reisen 1902.

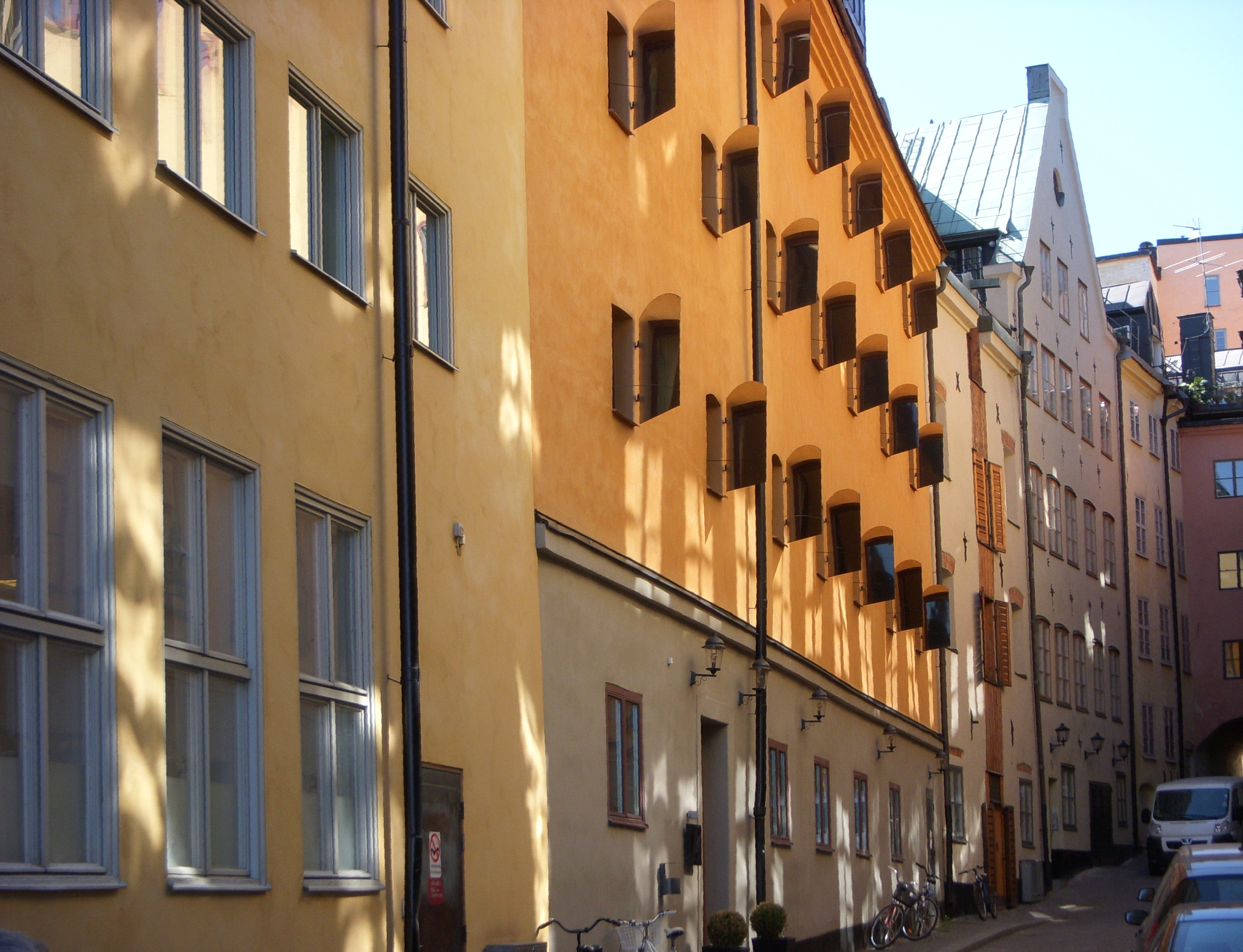
Fasaden mot Bredgränd med spegelförsedda fönsterluckor.

På 1750-talet fanns elva så kallade kaffehus i Stockholm som hade utskänkningstillstånd för kaffe. Tre av dem drevs av Fredrik Reiss från Holland, och ett av hans kaffehus låg i det kvarter där hotellet nu ligger. Reiss kaffehus var en mycket populär mötesplats för sjökaptener, handelsfarande och sjömän. Det omnämns även i en av Carl Michael Bellmans texter från 1700-talet. Ofta hade kaffehusen också öl- och vinrättigheter. Namnet Reisen är efter denne Fredrik Reiss (död 1763).

## Byggnadshistoria
På 1690-talet byggdes kryssvalven nere i källaren (som i dag hyser hotellets spa-avdelning) och utgör en del av den gamla stadsmuren. De som arbetade på byggen med att bära tegel var ofta kvinnor (mursmäckor). En av dessa kvinnor satte sitt fotavtryck (storlek 37 ungefär) i en sten som sitter på väggen i ett av valven till allmän beskådan. 
Strax efter att dessa valv hade byggts eldhärjades slottet Tre kronor 1697. Till stora delar brann slottet ned. Men Reisens valv låg under jord och klarade sig därmed bra, trots närheten till slottet. 
Under 1760-talet uppfördes på platsen där Hotel Reisen ligger i dag två hopbyggda hus, Skeppsbron 12 och 14. Dessa hus var på 1790-talet packhus. Här förvarades det som lossades från skeppen vilka anlöpte hamnen utanför från hela världen. Köpman Olof Bengtssons hus låg i norr och hökaren Hierpes i söder. Det Bengtsonska huset hade på sin tid en stor sevärdhet, en lös kakelugn på fyra små hjul. År 1930 uppfördes en ny hotellbyggnad i sex våningar efter ritningar av arkitekt Curt Björklund. Den är smyckad med små skulpturer av Gustaf Sandberg visande bland annat en kogg, en fisk med ankare och Skeppsbroraden.
Fönstren var utförda i typisk välvd stil. På 1960-talet, när hotellet byggdes ut längs gränderna, monterades utvändiga fönsterluckor försedda med speglar som reflekterade ljuset utifrån och i syfte att förbättra gästernas utsikt. Väggarna är svängda eftersom den tidens fasader var svängda, följande gränden.

## Fasadutsmyckning

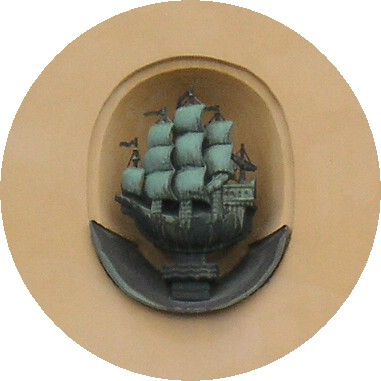
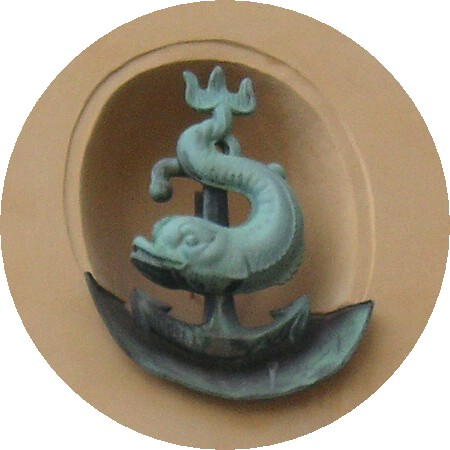
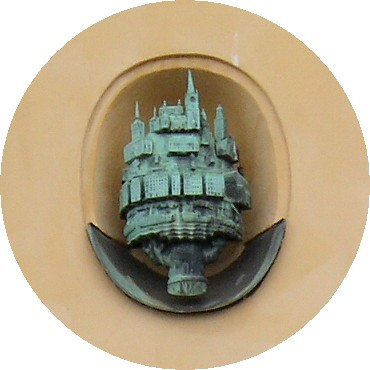

## Hotell från början av 1800-talet

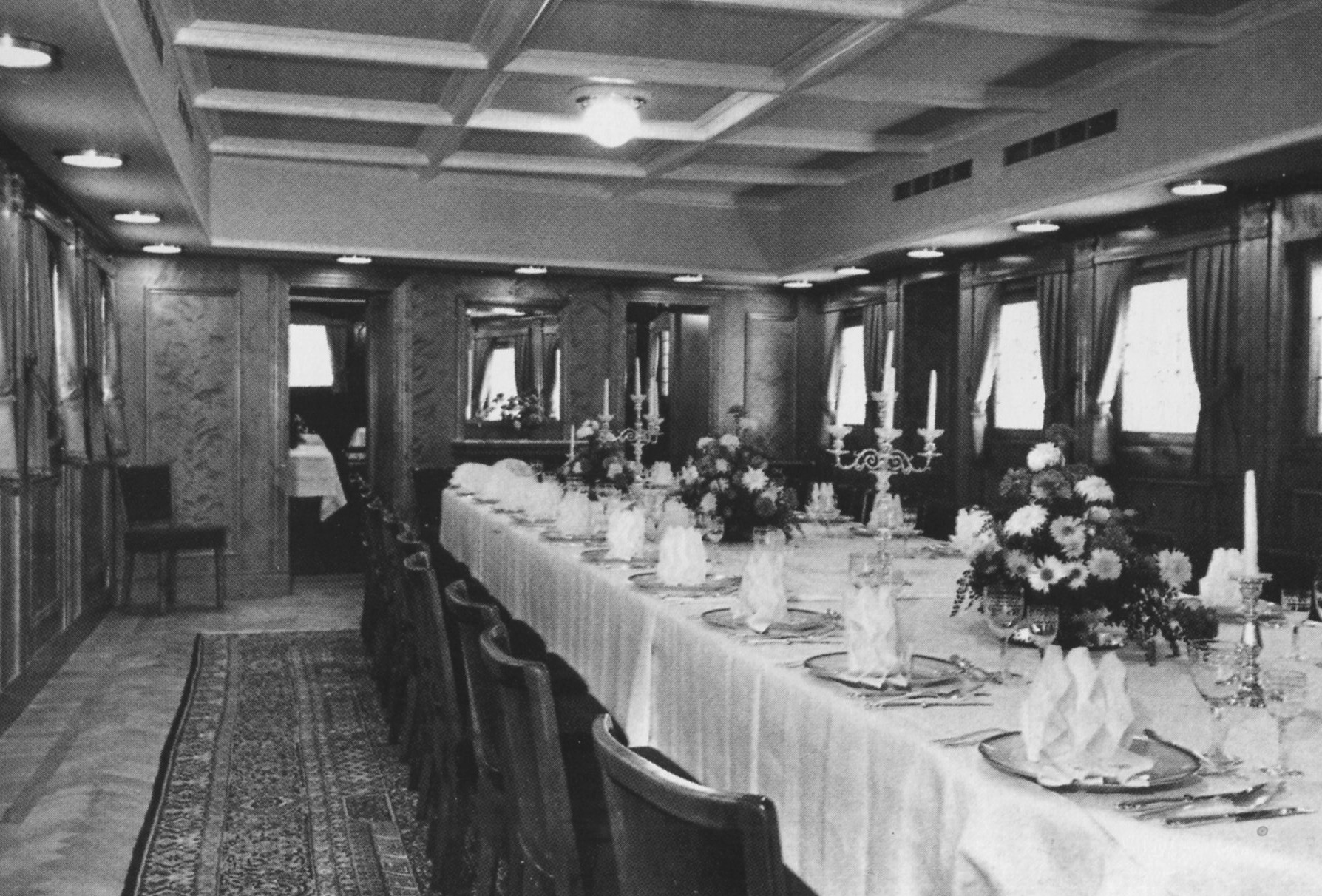
Per Brahe-salongen, 1960-tal.

Victualiehandlarsocieteten tog över byggnaden 1819 och startade Hotell Reisen som från början bestod av dessa två packhus som byggdes ihop någon gång i början av 1900-talet. Sara-bolaget övertog hotellet 1919 och köpte själva byggnaden några år senare. 
På 1960-talet var hotellet i stort behov av modernisering och upprustning. Man ville skapa en miljö som gick i sjöfartens tecken. Som konstnärlig ledare anlitades formgivaren Sigvard Bernadotte, textilkonstnären Astrid Sampe och inredningsarkitekten Jonas Tengbom. Verksamheten utökades i tre gamla magasinsbyggnader bakom huvudbyggnaden. Här inrättades bland annat nya hotellrum. Totalt hade hotellet då 126 rum – samtliga med marint karaktär.
SARA-bolaget och Reso slogs samman 1992 och hotellet var under en kort period ett Reso-hotell. År 1993 köpte Flying Elephant ved Asmund Haare sex av SARA-bolagets hotell, däribland Reisen som då ändrade namn till First Hotel Reisen. Sedan december 2020 tillhör Reisen Hyatt Unbound Collection.
Hotellet består i dag[när?] av fem sammanbyggda hus med sju våningar och 144 rum.